# 足立康史
足立 康史（あだち やすし、1965年10月14日 - ）は、日本の政治家、国民民主党所属の参議院議員（1期）。元衆議院議員（4期）、元経済産業省官僚（21年間）。工学修士（京都大学）、公共政策修士（専門職）（コロンビア大学）。日本維新の会で政務調査会長、憲法改正調査会長、幹事長代理、コロナ対策本部事務局長、医療制度改革タスクフォース事務局長を歴任した。
経済産業省（21年間）を経て、2012年に日本維新の会から初当選し、大阪9区で4期務めた。2024年4月の衆院東京15区補選での日本維新の会による機関紙頒布に対して公職選挙法に抵触するおそれがあると法令遵守を党内部で呼びかけた後にSNSで発信、党批判にあたるとして同年6月に党員資格停止6カ月の処分を受けた。その後、維新が大阪9区に対抗馬を擁立する方針を決めたことを受け、10月に次期衆院選への不出馬と政界引退を表明した。
2025年5月14日、国民民主党が次期参院選比例代表公認内定予定候補者として決定したと報じられた。
2025年7月3日、第27回参議院議員通常選挙の比例代表選挙（全国区）に国民民主党の公認として立候補した。2025年7月20日、投開票の結果12万3,051票を得票して党内得票5位（19候補者）（比例7議席獲得）で当選。

## 来歴
大阪府泉大津市生まれ。茨木市育ち。現住所は茨木市竹橋町。
茨木市立中津小学校、茨木市立東中学校、大阪府立茨木高等学校を経て、1988年、京都大学工学部卒業。1990年、同大学大学院工学研究科修士課程修了。
1990年、通商産業省（2001年から経済産業省）入省。1998年、コロンビア大学国際公共政策大学院修士課程を修了。大臣官房参事官（商務情報政策局担当）、日本貿易振興機構ブリュッセル・センター所長などを歴任。東日本大震災と福島第一原発事故を機に2011年3月、退官。

### 政界入り
経産省退官後、みんなの党に入党し、同年にはみんなの党大阪府第9選挙区支部長となるが、2012年6月に維新政治塾に参加し、同年9月には大阪維新の会との連携が困難になったことを理由にみんなの党を離党し、日本維新の会の結党に参加した。
2012年の第46回衆議院議員総選挙で大阪9区から日本維新の会公認で立候補し、自由民主党元職の原田憲治、民主党前職の大谷信盛らを破り、初当選した（原田は比例復活）。
2014年の日本維新の会分党に際しては、橋下徹大阪市長による新党結成を目指すグループに参加。分党後の日本維新の会を経て、結いの党の合流による維新の党の結党に参加した。同年の第47回衆議院議員総選挙では、維新の党公認で大阪9区から立候補し、自民党前職の原田に約4千票の僅差で敗れたが、重複立候補していた比例近畿ブロックで復活し、再選。
2017年の第48回衆議院議員総選挙においても、約2千票差と再び僅差で原田に敗れ、比例近畿ブロックで復活し再選。なお、この選挙では茨木青年会議所が主催した大阪9区の候補者公開討論会や自身のTwitter発言で「今回小選挙区で落ちれば比例復活は無し。」と宣言していたが、当選翌日に前言を撤回した。
2018年2月5日の衆議院予算委員会における、加計学園問題に関する発言が問題となり、翌日、日本維新の会は足立を党役職（国会議員団幹事長代理、国会議員団憲法調査会事務局長）から解任し、当分の間国会質問に立たせないこととした。翌日、野党から懲罰動議が提出された（懲罰委員会は設置されず）。
2019年1月29日、日本維新の会は常任役員会を開き、足立を党国会議員団幹事長代理に復帰させ、同年通常国会で総務、経済産業、原子力問題調査特別委員会を担当させることを決定した。
2021年10月31日、第49回衆議院議員総選挙で得票率を5割越えにまで上昇させ、小選挙区のみの立候補であった原田に約5万票の差をつけて圧勝し4選。11月30日、党国会議員団政務調査会長に就任。
2022年8月1日、松井一郎代表の辞任に伴う日本維新の会代表選挙に立候補することを表明。8月4日松井が会見を行い、代表選では馬場伸幸共同代表を支持する考えを表明するとともに、馬場以外の候補者について「冷や飯を覚悟でやるべきだ」と立候補を強く牽制した。代表選は8月14日に告示されたが、18日に足立は馬場の陣営が特別党員の地位を乱用した投票強要を行っていたと主張し代表選の無効を求める事態となった。8月27日の投開票の結果、足立の得票は1,158票に留まり、8,527票を獲得した馬場に大差で敗れた。足立は落選後、「馬場さんに負けたっていうより（馬場を後継指名した）松井さんや党組織に負けたって感じ」と述べた。
同年9月7日、党国会議員団政調会長を退任した。

### 維新執行部との対立、政界引退
2024年4月の東京15区補欠選挙において、東京維新の会が候補者・金澤結衣の写真入りの機関紙を配布した事を紹介した音喜多駿参議院議員のX（旧Twitter）の投稿に対して、公職選挙法違反の疑いが浮上した。足立はこの問題について藤田文武幹事長に注意を促したが、理解を得られなかったため、自身のXで法的リスクを回避するよう注意喚起を行った。足立は、秘書やボランティアが法令違反のリスクに晒されないよう配慮すべきだと主張したが、東京維新の会の執行部はこれに反発し、足立の除名処分を求める上申書を提出した。
その後、4月28日にも足立はXで再度投稿し、党内でリスク管理を徹底する必要があると強調した。しかし、東京維新の会は5月7日、足立の投稿を「党を批判したもの」として再度、厳格な処分を求める上申書を提出した。藤田幹事長はこの要請を受け、5月15日に党紀委員会の設置を発表した。
5月25日に党紀委員会が開かれ、足立の意見が聴取されたが、最終的に6月1日に「党員資格停止6か月」の処分が下された。藤田幹事長によれば、党紀委員会で足立に対する離党勧告が提案されたものの、これまでの貢献を考慮して、6か月の資格停止にとどめたという。足立はこの処分に対し異議を唱え、事実認定に納得できない点があるとして、不服申し立てを行う意向を示したが、処分自体は受け入れる姿勢を示した。
10月6日、同月の第50回衆議院議員総選挙には立候補せず、政界から引退すると表明。その理由として、足立の選挙区である大阪9区に党が別の公認候補を擁立することを同日決定したことを挙げた。
10月15日の衆院選公示を以って維新の党籍が無くなった。同24日には大阪9区に立候補した自民党新人の演説会場に駆け付け石破茂総裁とともに登壇。その際は演説は行わなかったが、翌25日には大阪市内で公明党前職の街頭演説に参加し、公明前職への支持を呼び掛けた。
2025年1月30日には馬場伸幸が自身のX（旧Twitter）に「（足立が）国民民主から参議院の大阪選挙区に出ることが濃厚になったそうです」との投稿を行ない、日本維新の会の前原誠司共同代表は「噂で聞いている。その程度だ」と述べるに留めた。4月9日、国民民主党が足立康史を同年夏の第27回参議院議員通常選挙大阪府選挙区に擁立する調整に入ったと報じられたが、18日には同党が同選挙区での擁立を断念した。足立が維新時代に労働組合批判を繰り返していた経緯から、国民民主党の支持母体である連合や、連合傘下の産業別労組出身議員が擁立に難色を示していたという。

### 国民民主党に所属
2025年5月14日、国民民主党は参議院比例代表にて擁立することを決めた。国民民主党参議院比例区第13総支部長に就任。
2025年7月3日、第27回参議院議員通常選挙の比例代表選挙（全国区）に国民民主党の公認として立候補した。
2025年7月20日、投開票の結果12万3,051票を得票して党内得票5位（19候補者）（比例7議席獲得）で当選。
2025年7月29日、参議院議員として1期目の任期が始まった（元衆議院議員4期）。

## 政策・主張

### 総論
- 政策の基軸は、「透明、公正、そして活力」である[47]。
- 実現を目指す社会像は「透明で公正公平な新しい経済社会」である[48]。そのためには「透明で公正な政治行政」の実現が必要である[49]。
- 新55年体制を叩き潰し、令和の時代に相応しい令和新政府を日本につくるのが使命だと語る[50]。
- 足立康史は「政治改革『新しい政治』」・「行政改革『新しい行政』」・「政策改革『新しい経済社会』」の3つの改革に大別して掲げている[48]。詳細は足立康史公式サイト政策ページ。

### 経済・金融・財政
- マクロ経済運営における最も大事なテーゼは、“税は財源ではない”ではなく“経済は財政に優先する”である[51]。
- 経済政策は「長期」と「短期」を峻別する[52][53]。
- 「世界標準」のマクロ経済政策を確実に実行する[48]。
- 年率４％（実質経済成長率２％、物価上昇率２％）以上の平均名目経済成長を目指す[48]。
- 日本銀行における手段の自主性（独立性）は尊重しつつ物価の安定、雇用の最大化、名目経済成率の持続的上昇に係る目標を日銀法に明記する[48]。
- 負担構造改革＝税構造改革が必要であるという立場[54][55]。
- 公正かつ簡素で活力を生み出す税、社会保障、労働市場（フレキシキュリティ）の三位一体改革を推進する[48]。
- 所得・資産を踏まえた「給付付き税額控除」を導入し、透明で公正公平な再分配を実現する[48]。
- 財務省設置法を見直すとともに歳入庁を創設し公正な給付と負担の確保を図る[48]。
- アベノミクスについて、「評価しない（2014年毎日新聞）[56]」、「どちらかと言えば評価しない（2017年朝日新聞）[57]」、「評価する（2017年毎日新聞）[58]」。

### エネルギー政策
- 地球温暖化という最大の経済危機（外部不経済）に対応するため、世界をリードするグリーン・グロース戦略を推進する[48]。
- ＧＸ電源法（原子力基本法）に明記した「電力の大消費地である都市の住民」の理解と協力を得つつ、次世代原発へのリプレースを推進する[48]。
- 原子力発電への依存度は、「高めるべき（2025年NHK）[59]」。

- 原子力発電所の必要性は、「必要（2014年毎日新聞）[56]」。

### 皇室・皇位継承
- 女系天皇（女性天皇の子どもが皇位を継承すること）を認めることは、「反対（2025年NHK）[59]」。

- 女性宮家の創設は、「反対（2012年毎日新聞）[60]」。

### 憲法
- 憲法改正について、2012年、2014年、2017年のアンケートで「賛成」と回答[60][61][57]。2025年のNHKのアンケートに対し、「必要がある」と回答[59]。

- 憲法9条改憲は、「賛成（2014年毎日新聞）[56]」。自衛隊明記は、「賛成（2025年NHK）[59]」。

- 2014年7月1日、政府は従来の憲法解釈を変更し、集団的自衛権の行使を容認することを閣議で決定[62]。この閣議決定を評価するかとの問いに対し、「どちらかと言えば評価しない（2014年朝日新聞）[61]」。集団的自衛権の行使に賛成かとの問いに対し、「賛成（2014年毎日新聞）[56]」。

- 緊急事態条項（憲法改正）は、「賛成（2021年毎日新聞、2025年NHK）[63][59]」。

- 衆議院の憲法審査会において、山尾志桜里が改憲項目の教育無償化に反対したことに対して、「あれだけ『日本死ね』と騒いだ山尾氏が反対する様は滑稽でしかない」と批判した[64]。

### 外交・安全保障
- 日米英連邦からなる「海洋国家ネットワーク」構築をさらに推進する[48]。
- 世界標準のスパイ防止法制と諜報体制の整備強化を図る[48]。
- 殉職自衛隊員の国家追悼を実現することを目指している[48][65][66][67]。
- 日本の外交のあり方は、「日米同盟に過度に依存せず、自立的な外交を進めるべき（2025年NHK）[59]」。
- 日本が米国と関係を強化するのは、「どちらかといえば賛成（2025年読売新聞）[68]」。
- 日本が中国と関係を強化するのは、「どちらかといえば反対（2025年読売新聞）[68]」。
- 日本が韓国と関係を強化するのは、「どちらかといえば賛成（2025年読売新聞）[68]」。
- 防衛費の適切な規模は、「GDP比2%より増やすべきだ（2025年読売新聞）[68]」。
- 防衛費と防衛力は、「防衛費を増額し、さらに強化すべき（2025年NHK）[59]」。
- 南西諸島の防衛力強化は、「賛成（2025年読売新聞）[68]」。
- 普天間基地の移設問題は、「名護市辺野古に移設すべき（2012年毎日新聞）[60]」。

- 政府が尖閣諸島を国有化したことへの評価は、「評価する（2012年毎日新聞）[60]」。

- 日本による過去の植民地支配と侵略を認めて謝罪した「村山談話」の見直し論議は、「見直すべきでない（2014年毎日新聞）[56]」。

- 従軍慰安婦に対する旧日本軍の関与を認めた「河野談話」の見直し論議は、「見直すべきでない（2014年毎日新聞）[56]」。

- 第2次安倍内閣が2013年に提出した特定秘密保護法案は同年12月6日に可決成立した[69]。こうした法律は日本に必要かの問いに対し、「必要（2014年毎日新聞）[56]」。

- 安全保障関連法の成立は、「評価する（2017年朝日新聞）[57]」。
- 「ドナルド・トランプ大統領を信頼できるか」との問いに対し、「信頼できる（2017年毎日新聞）[58]」。

### 外国人政策
- 外国人土地取得規制法、スパイ活動防止法等を制定するとともに、外国人旅行客への消費税免税制度を見直す[48]。
- 外国人労働者の数は12年連続で過去最多を更新。労働力不足への対策として外国人労働者の受け入れは、「受け入れを抑制すべき（2025年NHK）[59]」。

### ジェンダー
- 皇室はじめ日本の歴史と伝統、文化、慣習を守りつつ現代社会における自由で多様な価値観を尊重する「伝統保守×社会リベラル」を目指す[48][70]。
- 選択的夫婦別姓制度の導入は、「どちらかと言えば賛成（2017年朝日新聞）[57]」、「賛成（2021年毎日新聞）[63]」、「「夫婦同姓」を維持し、旧姓の通称使用を認める法制度を拡充すべき（2025年NHK）[59]」。

- 同性婚を可能とする法改正は、「どちらとも言えない（2017年朝日新聞）[57]」、「（制度を）認めるべき（2021年毎日新聞）[63]、（法改正に）賛成（2021年NHK）[71]」、「（法制化）賛成（2025年NHK）[59]」。

- クオータ制の導入は、「賛成（2021年毎日新聞）[63]」、「どちらかといえば賛成（2021年NHK）[71]」。

### 表現の自由
- 表現の自由を守る。日本が誇るコンテンツ産業の自由闊達な表現を守る観点等から、公権力による表現規制に極めて慎重な立場を取ってきた[72]。
- 新サイバー犯罪条約については、いわゆる「留保規定」を活用し、マンガ、アニメ、ゲーム、小説等に係る表現の自由を守る[73]。
- 「表現の自由」について、足立は狭量な態度は評価しない。その擁護にあっても、芸術、メディア、政治的言論、公益通報、学問の自由など広範な領域を尊重する立場である。「表現の自由」（憲法21条）とは、「表現する側」の自由にとどまらず、それを受け取る側＝国民の知る権利とも不可分の関係にあると主張する[74]。
- 「実在しない児童（キャラクター）を描写した、性的・暴力等の表現を含むマンガ・アニメ・ゲーム等について、成人が所持・提供・製造すること等を法令で規制するべきと考えますか？」とのAFEE（エンターテイメント表現の自由の会）の2025年のアンケートに対し、「法令で規制するべきではない」と回答。その理由は「商用利用は流通、販売、広告において制限すべき事項があり得るが、個人利用については現行法で対応するべき。」と回答[75]。
- 「以下の項目について「表現の自由の観点から問題がある可能性がある」とご自身が考える規制をすべてお選びください（複数選択可）」とのAFEE（エンターテイメント表現の自由の会）の2025年のアンケートに対し、「クレジットカード決済の制約、過度なジェンダー平等論や多様性への配慮に基づく表現規制、国連女子差別撤廃委員会の勧告による表現規制」と回答。その理由は「日本には独自の文化があり、国連の勧告等が求める表現規制を一律に受け入れる必要はない。ただ女子差別撤廃という趣旨には賛同するため、個別に丁寧に検討していく必要がある」と回答[75]。

### その他
- 「次にあげる政党の党首に対する、あなたの気持ちをお答えください。最も好感を持つ場合は１０、最も反感を持つ場合は０、好感も反感も持たない場合を５として数字を選んでください。」との2025年の読売新聞社のアンケートに対し、「石破茂氏（自民）：２、斉藤鉄夫氏（公明）：２、野田佳彦氏（立民）：２、吉村洋文氏（維新）：２、田村智子氏（共産）：０、玉木雄一郎氏（国民）：１０、山本太郎氏（れいわ）：２、福島瑞穂氏（社民）：０、神谷宗幣氏（参政）：２、百田尚樹氏（保守）：２」と回答[68]。
- 「いわゆる「就職氷河期世代」の不安定な雇用状況や低賃金などの問題が、日本の社会全体に与える影響についてどの程度危機感を持っていますか」という問いに対し、「大いに持っている（2025年NHK）[59]」。
- 生成AIについての考えは、「作業効率化やイノベーション創出につながるため、規制は最小限にすべきだ（日本テレビzero選挙）[76]」。
- 安倍内閣による森友学園問題・加計学園問題への対応は、「評価しない（2017年朝日新聞）[57]」。

- 森友学園への国有地売却をめぐる公文書改竄問題で、2021年5月6日、国は「赤木ファイル」の存在を初めて認めた[77]。しかし5月13日、菅義偉首相はファイルの存在を踏まえた再調査を行わない考えを報道各社に書面で示した[78]。9月の自民党総裁選挙で総裁に選出された岸田文雄も10月11日、衆議院本会議の代表質問で再調査の実施を否定した[79]。国の対応をどう考えるかとの同年の毎日新聞社のアンケートに対し「さらに調査や説明をすべき」と回答[63]。

- 首相の靖国神社参拝は、「どちらかと言えば反対（2014年朝日新聞）[61]」、「どちらとも言えない（2017年朝日新聞）[57]」。

### 衆議院議員としての活動
- 2014年11月14日、大阪府豊能町の建設残土土砂崩落事故を受けて土砂安全確保法案を国会提出[80][81]。
- 2015年9月24日、原発再稼働責任法案の5法案を国会提出[82][83][84][85][86][87]。原発の再稼働に関する国の権限と責任、プロセスを明確化するとともに、使用済み燃料の最終処分に関する地域の責任を明確にすることを提案。
- 2017年10月17日、婚前氏の続称を法定化する旧姓使用法定化案を提案[88]。
- 2018年7月20日、義援金差押禁止法案に大阪北部地震を対象化し可決成立[89][90]。
- 2018年11月2日、大阪北部地震ブロック塀等補正予算の憲政史上初の遡及適用を実現[91]。
- 2018年11月27日、在留カードとマイナンバーカード一体化検討を改正入管法に明記[92]。
- 2018年12月、真田山旧陸軍墓地の荒廃について国会質問し国費投入を実現[93]。来年度予算等で関連予算が確保。
- 2020年1月23日、通常国会冒頭にどの政党よりも早く党にコロナ対策本部を立ち上げ自ら事務局長に就任[94]。全10弾にわたる政策提言[95]、家賃支援給付金の創設[96]、大都市への交付金傾斜配分[97]、緊急時給付迅速化（当初は採決されず[98][99]→後に内閣提出法案として成立[100]）、感染症法5類移行[101]等を実現[102]。
- 2020年2月20日、障害者就労支援サービスの在宅利用を実現。国会質疑で初めて取り上げて可能とする答弁を得た。令和3年度障害福祉サービス等報酬改定において常時の制度化[103]。
- 2020年3月24日、公文書院設置法案と公文書管理法改正案を国会提出。国立公文書館を会計検査院のような憲法機関化し、三権の全てに係る公文書管理の大方針・理念を憲法に明記する公文書院設置法案[104]と、紙から電子文書へ、パラダイムの転換にしっかり対応し「廃棄」の概念を廃止する公文書管理法改正案[105]を国会提出。
- 2020年4月28日、コロナ禍における事業用家賃支援法案を国会提出[106]。当時、人件費については雇用調整助成金があったが、家賃については手当がなかったため、当面の家賃の支払いを猶予し、賃貸人が家賃を減額する場合は国が支援する案[107]。
- 2020年6月5日、聴覚障害者等電話利用円滑化法案を修正し可決成立。「総務大臣は、基本方針を定めようとするときは、あらかじめ、聴覚障害者等その他の関係者の意見を反映させるために必要な措置を講ずるとともに、厚生労働大臣に協議しなければならない」とした修正案を可決成立[108]。
- 2020年6月8日、緊急時給付迅速化法案[109][110]を国会提出し政府提出法案[111]として実現。
- 2020年12月、労働者協同組合法案[112][113]を国会提出し可決成立[114]。
- 2021年2月3日、新型インフルエンザ等特措法改正案を修正し可決成立[115]。予防や蔓延防止の協力を求める対象として、政府案に医療機関を加えることで厚生労働省や都道府県知事の権限をより明確化し、幅広く協力を求めることができる体制の構築を内容とする修正をし可決成立[116][117]。
- 2021年3〜5月、デジタル社会形成基本法に「公正な給付と負担」を明記し修正実現[118]。デジタル社会形成基本法の基本理念（1）国民の利便性の向上、（2）行政運営の簡素化、効率化及び透明性の向上、（3）「公正な給付と負担の確保」を追記する[119]等の修正を実現[120]。
- 2021年6月11日、中小事業主等共済法案[121]を事務局長として国会提出し可決成立[122]。
- 2022年3月24日、日銀法改正案を国会提出[123]。明確な目的（物価の安定、雇用の最大化、名目経済成長率の持続的な上昇）に係る目標と、当該目標に基づく政府・日銀間での協定の締結に法的根拠を与える日銀法改正案[124]を国会提出。
- 2022年3月24日、NHK改革推進法案を国会提出[125]。公共放送として報道・教育・福祉番組等に重点を置くこととし、それ以外の放送番組については分割して民営化することを盛り込んだ日本放送協会改革推進法案[126]を国会提出。
- 2022年3月14日、経済安全保障総合推進法案を国会提出[127]。政府案では重要物資のサプライチェーン（供給網）の調査に応じない事業者への罰則を撤回したが、実効性を確保するため罰則規定を整備するとした法案[128]を提出。
- 2022年4月21日、国民負担軽減法案を国会提出[129]しガソリン補助拡大を実現。暫定税率廃止（当分の間税率廃止）も法案に含まれており[130]、国会内でいち早く法案化した。
- 2022年5月18日、党憲法改正調査会長として憲法9条改正案をとりまとめた[131]。新たに9条の2を新設し、自衛隊を明記するとともに、自衛権の範囲は憲法上明記せず、国際法に則り解釈によりフルスペックの集団的自衛権を可能とする案をとりまとめる[132]。
- 2022年5月20日、盛土規制法案を修正し可決成立[133]。2014年2月25日夜に大阪府豊能町で発生した建設残土崩落事故を受け、同年11月14日に建設残土安全確保法案[134][135]を国会提出[136]（他党の反対により成立せず）。2021年7月3日の熱海市伊豆山土石流の発生を経て、盛土規制法可決成立。
- 2022年6月2日、国会議員団政調会長として「維新八策2022」をとりまとめて公表[137]。党の政権担当能力を示すために政策の包括性、整合性、合理性にこだわり、構成を含めて抜本的な見直し[138]を行なったマニフェスト（公約）。
- 2022年6月14日、令和7年度（2025年）から外国人の在留カードとマイナンバーカードの一体化が決定[139]。2018年11月から国会質疑で訴えてきた[140]。
- 2022年6月15日、AV出演被害防止・救済法案を国会提出し可決成立[141]。党として独自にヒアリングを行い、改正案を策定して国会に提出[142][143]。
- 2022年4月20日、衆議院内閣委員会においてマイナ保険証利用者の追加負担を撤廃すべきと質疑し[144]、同年10月に加算が廃止された。
- 2023年4月26日、個人事業者番号（仮称）創設を求める国会質疑を行い[145]、政府の検討課題として明記。デジタル臨調資料に「個人事業主に関する整理が必要」「丁寧に現実解を考える必要」があると明記された[146]。
- 2023年5月12日、GX推進法案の排出量取引負担金総額限度を修正し可決成立[147]。GX推進法案の附則の検討条項を修正し、政府が施行後二年以内に法制上の措置を講ずる際には、脱炭素成長型経済構造への円滑な移行の推進に関する施策の在り方についての検討も行うことを明記し可決成立[148]。
- 2023年5月、GX電源法案に審査効率化及び電力消費地を追記し可決成立[149]。国民の例示に「電力の大消費地である都市の住民」を追記し可決成立[150]。
- 2023年12月7日、医療制度改革タスクフォースの事務局長として「中間とりまとめ」をとりまとめる[151]。「医療介護等サービスの生産性向上、利用者・患者等の行動変容を促すこと等による徹底した歳出改革で給付を適正化した上で、【資産ベースを重視した給付と負担に舵を切っていく】」と提言した[152]。
- 2024年1月、能登半島地震の教訓を踏まえて災害救助法の運用を明確化実現。炊き出しの費用が災害救助法の規定に従いしっかり支弁するようき内閣府に要請してきたところ[153]、同年1月31日にその旨を明確化する通知が発出された[154]。
- 2024年3月、厚生労働省への働きかけにより、就労支援サービスと一般就労との併用に関する新しいQ&A[155]の通知が市町村になされた[156]。
- 2024年4月17日、生活困窮者自立支援法等改正案に「公正」を明記し可決成立[157]。検討条項に「生活困窮者に対する支援等が公正で分かりやすいものであることを確保する観点」も含め、検討することを追加する修正案を可決成立。福祉分野の法律に初めて「公正」の二文字を明記した[158]。
- 2024年4月、少子化対策法案の財源規定（支援金制度）について論戦。足立康史は、歳入改革、税構造改革、負担構造改革を議論し、条文修正を勝ち取ろうとした[159]。
- 2024年5月、食料・農業・農村基本法の改正にあたり、産業の位置付けについて論戦。足立康史は、農村の振興に当たっては、農業のみならず他の産業の振興についても基本法に位置づけ、それらの総合的な推進を図るための条文修正を勝ち取ろうとした[160]。
- 2024年6月21日、障害者に係る介護優先原則の取り扱い改善に向けた通知が自治体に発出される[161]。2024年4月26日、障害者が要介護認定を受けた際に、従来利用していた医療サービスと同様の介護保険サービスを利用した場合、当該利用者負担分については、医療費助成事業の対象とはならず、結果として利用者の負担額が増加することがある実態を指摘した。

## 主な国会所属委員会

### 衆議院議員として
- 厚生労働委員会：2013年（平成25年）～2015年（平成27年）[162][163][164]、2017年（平成29年）[165]、2023年（令和5年）～2024年（令和6年）[166][167]。
- 原子力問題調査特別委員会：2013年（平成25年）～2014年（平成26年）[168][169]、2016年（平成28年）[170]、2018年（平成30年）～2021年（令和3年）[171][172][173][174]。
- 東日本大震災復興特別委員会：2013年（平成25年）～2014年（平成26年）[175][176]。
- 憲法審査会：2016年（平成28年）～2017年（平成29年）[177][178]、2021年（令和3年）～2022年（令和4年）[179][180]。
- 経済産業委員会：2019年（平成31年）～2020年（令和2年）[181][182]、2022年（令和4年）～2023年（令和5年）[183][184]。
- 総務委員会：2016年（平成28年）～2021年（令和3年）[185][186][187][188][189][190]。
- 内閣委員会：2020年（令和2年）～2022年（令和4年）[191][192][193]。
- 農林水産委員会：2022年（令和4年）～2023年（令和5年）[194][195]。
- 外務委員会：2016年（平成28年）～2017年（平成29年）[196][197]。
- 安全保障委員会：2014年（平成26年）[198]。
- 国土交通委員会：2015年（平成27年）[199]。
- 予算委員会：2016年（平成28年）[200]、2022年（令和4年）[201]。
- 災害対策特別委員会：2015年（平成27年）[202]。

## 年譜
公式HPによる。
- 1965年（昭和40年）：出生
- 1978年（昭和53年）：茨木市立中津小学校卒業
- 1981年（昭和56年）：茨木市立東中学校卒業
- 1984年（昭和59年）：大阪府立茨木高等学校卒業
- 1988年（昭和63年）：京都大学工学部卒業 （水泳部に所属、水球チーム主将を務める。）
- 1990年（平成2年）：京都大学大学院工学研究科修了
- 1990年（平成2年）: 通商産業省（現経済産業省）入省
- 1995年（平成7年）: 資源エネルギー庁・石油代替エネルギー対策課・課長補佐（新エネルギー担当）
- 1998年（平成10年）: コロンビア大学国際公共政策大学院修士課程修了
- 2000年（平成12年）: 中小企業庁長官官房総務課・課長補佐（法令担当）
- 2004年（平成16年）: 商務情報政策局サービス政策課・政策調整官補佐
- 2006年（平成18年）: 大臣官房政策企画官（製造産業局・参事官室）
- 2007年（平成19年）: 大臣官房参事官（商務情報政策局担当）、情報国際企画室長
- 2009年（平成21年）: 日本貿易振興機構ベルギー・ブリュッセルセンター所長
- 2011年（平成23年）: 経済産業省 退官
- 2011年（平成23年）: みんなの党 大阪府第9選挙区支部長
- 2012年（平成24年）: 日本維新の会 大阪府第9選挙区支部長
- 2012年（平成24年）: 衆議院議員 初当選
- 2014年（平成26年）: 衆議院議員 当選（2期目）
- 2017年（平成29年）: 衆議院議員 当選（3期目）
- 2021年（令和3年）: 衆議院議員 当選（4期目）
- 2025年（令和7年）: 国民民主党 参議院比例区第13総支部長[204]
- 2025年（令和7年）：参議院議員 初当選

## 人物
- 特技は、水球・短歌・ペン回し[15]。
- 尊敬する人物は、高碕達之助[15]。
- 政治家としての座右の銘は、「足は地元に、心は国に、眼は世界に」[205]。
- 好きな言葉は、「遊危所」（リスクを楽しむ、の意）[15]。
- 好物は、卵かけご飯[15]。
- 好きなアニメは、「ケロロ軍曹」[206]。
- 家族は、妻、長男[15]。
- 3人兄弟の末っ子[15]。次兄とは双子（一卵性双生児）の兄弟である[15]。なお、次兄はNPO法人N3の代表理事を務めている[207][208]。
- 週刊文春の取材に足立本人が書面回答した内容は、「（創価学会員の）京都大学学生部の中心者だったことは事実です。他方、創価学会員の方々にボランティアを含めて選挙で応援いただいたことは一度もありません」である[209]。

## 発言

### 中央公聴会における公述人への発言
2016年2月24日、衆議院予算委員会中央公聴会で、公述人として招かれた郷原信郎に対し「民主党に利する発言をしてきたあなたはどういうつもりで来たのか」「郷原弁護士は専門家でなく政治屋だ、売名だ」などと発言。衆院予算委理事会からおおさか維新の会の予算委メンバーを通じて厳重注意を受けるとともに、委員長の竹下亘が郷原に謝罪することとなり、衆議院事務局に懲罰動議が提出された。

### 民進党・立憲民主党への発言
2016年4月7日、衆議院総務委員会において、「民進党はあほじゃないかと思いますね本当に。あほです。あほ」などと発言した上で、民進党に対して「2009年に政権交代（当時民主党）するまでに、もちろん、毎年のように自衛隊法改正はありました。でも、重要な安全保障に関する法案が大体二年に一度、自公政権で提出をされました。海賊対応だとかPKOだとかいろいろなものがありましたが、全て民進党は反対、全て反対したんです」「その民進党が'09年に政権をとったときに、彼らはどうしたか。今まで反対していた法案全てをそのまま修正することなく執行したんですよ、三年間。その三年間の間、民進党は一切の修正法案は出しませんでした。前向きな法案も一切出さない、後ろ向きの法案も一切出さない」「民進党は、そうやって反対をし続けた法案、法律に乗っかって三年間政権運営して失敗したんですよ」と主張した。この発言には委員長の遠山清彦から「発言は良識の範囲内で」と注意をされたが、それでも態度を改めず「こんな政党は日本の国会の恥ですよね恥。嘘つき、あほ、ね、ばか、どうしようもない政党ですよ」と続けた。4月8日に懲罰動議が提出され、おおさか維新の会の遠藤敬国対委員長は品位を欠く不快な発言で、本人に注意したと衆院議院運営委員会理事会で説明したものの、足立は「事実誤認はない」として議事録からの削除を拒否。民進党が懲罰動議を提出したこと自体が懲罰に値すると発言した。
2016年4月21日の衆議院総務委員会で「高井崇志委員（民進党）がテレビカメラも呼んで、内閣府の松本文明内閣府副大臣を呼びつけた。週刊誌を読み上げて『お前けしからん』というわけだ。あほだと思う。本当、あほ」と発言した後、「今日の高井委員の質疑については問題があると思う。テレビを呼んで、被災地で頑張ってきた副大臣を呼びつけ、週刊誌をもとに誹謗する。民進党は（熊本地震対応の）足を引っ張っている。ふざけるなよ、お前らホンマに」と再び「あほ」と発言。この発言について、民進党は22日、足立に対して三度目となる懲罰動議を提起した。足立は「『あほ』がダメなら『日本死ね』はいいのか」「関西ではアホは敬称だ。関西で最も尊敬されている方の一人に『アホの坂田』さんがいる。だからアホは敬称だ」と釈明した。
おおさか維新の会の馬場伸幸幹事長は「特定の個人を侮辱するような不適切発言については党としても遺憾だ」と強調し、今国会中は足立氏を質問に立たせない方針も明らかにしたが、民進党に対する謝罪は拒否した。懲罰動議に関し、馬場は25日、足立不在の中で、「誹謗中傷というような発言を繰り返しまして、きょうはそのことについて謝罪にお邪魔した」と公式に謝罪、民進党の枝野幸男幹事長は「単なる批判とか意見の違いを超えている」「国会の権威に関わる。二度とないようにしてもらいたい」と応えた。
2018年2月27日、Twitter上で「立民は 北朝鮮の 工作員」と立憲民主党を揶揄するツイートを行った。これに対し立憲民主党の公式アカウントは「責任あるべき国会議員の発言として、あまりにひどいデマに言葉を失いました。ツイッター社に報告します」と応じた。

### 加計学園問題を巡る発言
朝日新聞が2017年11月11日に掲載した加計学園問題に関する社説について、足立は翌11月12日に当該記事を引用し「朝日新聞、死ね」とツイートした。この発言に関する産経新聞の取材に足立は「死ね」という発言について「僕自身は『死ね』という言葉は適切だとは思っていない」としながらも「日本社会が（『保育園落ちた日本死ね』を）流行語大賞に選ぶなど許容している」などと答えた。
さらに3日後の11月15日には衆議院文部科学委員会にて石破茂・玉木雄一郎・福山哲郎を名指しし「獣医師会から献金を貰っている」「受託収賄、様々な疑惑が取り沙汰されている」と批判した上で、具体的根拠を示さないまま「私は犯罪者だと思っています」と発言、朝日新聞の報道にも言及して「捏造報道」と批判した。石破本人と山内康一立憲民主党国会対策委員長代理らはこの発言を問題視し、希望の党を含めた3党が抗議した。その後、維新共同代表の片山虎之助が足立に厳重注意し、同党の遠藤敬国対委員長が自民党、立憲民主党、希望の党各々の国対委員長に謝罪した。11月17日、立憲民主党は辻元清美に言及した部分の議事録削除などの対応が「不十分」と判断し懲罰動議を提出した。足立への懲罰動議は5回目。これに先立ち、足立は3党の国対委員長へ謝罪し自民党と希望の党が受け入れたことから、立憲民主党の懲罰動議は審議されない見通しとなった。
11月17日、記者団に対し朝日新聞に対する言葉の表現は改めたいと述べた上で、「『朝日新聞は廃業しろ』ということを言い続けていきたいと思っている」と語った。30日には衆議院憲法審査会で「マスメディアは偏向。中でも朝日新聞は捏造、誤報、偏向報道のオンパレードだ」とまたも、批判した。
なお毎日は朝日批判は具体的な根拠は示さなかったと報道しており、それに付け加え、総理職に就いたことがない、足立がイギリスのデーヴィッド・キャメロンが「政治家がマスメディアに文句を言うのは、農家が天気に文句を言うようなものだ」と発言したことを引用して「英国人がマスメディアの情報をころころ変わる天気程度に信用していないことの裏返しだ」と独自の解釈で自発言を擁護したり、マスメディアへの信頼が「英国では14%にとどまるそうだ」と足立が英国ではメディアの信頼性が低いことをアピールした、ことも報道した。
毎日新聞は発言を疑問視する声もあると報じ、朝日新聞も同18日付の社説「政治家の言論　その荒廃ぶりを憂える」にて「根拠を示さないままの中傷」「その軽薄さに驚く」「低劣な罵り」と足立を非難した。これに対し、産経新聞はこの社説で「保育園落ちた日本死ね」は「政策に不満を抱える市民の表現」であり「国会議員と同列にはできない」としたことを「ダブルスタンダード」と訝しんだ。立教大学教授の砂川浩慶は、足立の投稿について、特定の報道機関を標的とした点で「保育園落ちた日本死ね」とは異なると指摘し、「言論で論評すべき国会議員が、報道機関に『死ね』という表現を使うのは天に唾するもの」であり、かつての赤報隊事件を念頭に「表現が過激化すれば、襲撃などの実行につながる」と批判した。元日本維新の会代表の橋下徹は、「"死ね"はアウトだと思う。死ねはダメ。僕もボケ、アンポンタンもあるけど、死ねは使ったことがない。」「でも廃業しろはOK」と述べている。
2018年2月5日の衆議院予算委員会では、石破茂について、「加計学園問題の本丸は石破茂・元地方創生相。なぜ野党は追及しない。石破氏は野党とグルかもしれない」、辻元清美についても「国交副大臣の時に（自治体に）補助金を配って（国有地購入費を実質）ゼロ円にした」などと主張した。また議員年金復活の議論の際、大阪の自由民主党について、「こんな、おためごかしの、共産党もびっくりの有権者だましの意見書を...」「やっていることは共産党以下だ」などと主張した。
翌2月6日、日本維新の会は足立の前日の辻元への発言について、「事実関係を調べたが、事実ではないと裏取りもできている」と誤りを認め、「誹謗中傷に近い発言が多々あった。度重なるので党として容認できないレベルに達した」として足立を党の役職から解任し、当面の間、国会での質問を禁止することを決定した。野党6党は2月7日、足立の懲罰動議を提出した。

### 百田尚樹らへのツイッター上での発言
2019年7月、足立は靖国神社へのA級戦犯合祀問題を巡り作家の百田尚樹らとTwitter上で論争した際に「まあ、本を売らないといけないのは分かりますが」などと書き込んだ。これについて日本維新の会幹事長の馬場伸幸は同月31日の記者会見で「罵詈雑言や非難の応酬で、度を越えている」と述べ、足立を厳重注意処分にすると発表した。

## 不祥事・騒動

### 運動員の公職選挙法違反
2012年の第46回衆議院議員総選挙において、足立陣営の運動員3人が、同陣営の女性運動員3人に対し、足立への投票を呼びかける電話作戦を行う見返りに時給約800円で換算した報酬を支払う約束をしたとして、公職選挙法違反（買収約束）容疑で逮捕された。

### 元事務員との残業代訴訟
2013年1月から2014年12月まで足立の事務所で勤務していた女性が、記録が残っていた約3,700時間分の未払いの残業代と、「あほ、殺すぞ」といった暴言やパワーハラスメントに対する慰謝料などを求めて訴訟を行い、2015年6月26日に足立が謝罪するなどの内容で和解した。詳細な和解内容は双方の合意により非公表としている。和解前の同年3月25日の衆議院厚生労働委員会の質疑では、足立は自身の私設秘書からの未払い残業代700万円の請求について、「私の事務所は私設秘書を抱えてます。残業代は払っていません」「（残業代請求に）ふざけるなと思う」「自分は24時間365日仕事している。そういう中で秘書だけが労働基準法に沿って残業代を支払うというのは、私は出来ません」「秘書は労働基準法の適用を除外される“機密の事務を取り扱う者”だ」と残業代の不払いを正当化した上で、「労基法は現実に合っておらず、見直しが必要だ」と主張していた。

### 自民党府議との名誉棄損訴訟
2018年5月に足立は自民党の占部走馬大阪府議会議員（茨木市選挙区）が足立について「事実を捻じ曲げだねつ造ばかりする」（原文通り）などとツイッターに投稿し、名誉を棄損されたとして占部に150万円の損害賠償を求めて提訴した。2019年2月の大阪地裁判決は占部に53万円の支払いを命じたが、2020年2月の大阪高裁で足立は逆転敗訴した。一方、占部側も足立が2017年1月に「大阪自民党、茨木自民党のチンピラ府議」などと投稿し名誉を棄損されたとして2019年6月に足立に150万円の損害賠償を求める訴えを起こしたが、2020年11月に占部の請求も棄却された。

### 池田市長の公私混同問題を巡る百条委員会証人への圧力疑惑
足立の元公設第一秘書で、池田市長を務めた冨田裕樹は、2020年秋に冨田が市庁舎にサウナを持ち込むなどの公私混同問題が発覚したため、百条委員会が設置された。これについて足立は、翌年2月の衆院総務委員会で「こんな百条委員会の出した結果は有効か」と質問するなど冨田をかばう姿勢を見せていたが、同7月に冨田が自身の辞職に伴う市長選に再出馬する意向を表明すると「関係者の努力全てを踏みにじるような形」「大変遺憾であり、けじめの付け方として間違っている」と批判した。冨田は2021年8月の市長選挙に立候補するも、4人中4位で落選した。また、百条委員会の証人である池田市職員の個人携帯電話に対し百条委の二日前に電話をかけて事前接触しようとしていたとも報道された。職員は百条委で恐怖を感じて電話に出なかったと証言した。これに対し足立はtwitterで「証人から相談を受けていた時のメッセージを確認していた際にミスタッチ。通話履歴から消えていて確認できない」と弁解した。

### 旧統一教会および関連団体との関係
2022年7月、安倍晋三元首相の銃撃事件を契機に、旧統一教会（世界平和統一家庭連合）と政治家との関係が注目される中、足立も統一教会関連団体との接点が報道された。2022年7月16日、夕刊紙が旧統一教会と関係のある国会議員112人のリストを報じ、その中に足立も含まれていた。報道によれば、足立は2018年4月28日に統一教会系の組織「世界戦略総合研究所」が開催した定例会で講演したほか、関連団体のイベントにも参加していたとされる。
同年7月16日、足立は自身のnoteで報道内容を認め、「統一教会の何が問題なのか、正確に承知していません」と釈明した。また、「問題がないなら、当該宗教の存在を否定するつもりもないし、そこに『関わっている』自民党議員が多数いても、批判するつもりはありません」と述べている。この発言に対し、参議院議員（当時）の有田芳生は「統一教会の何が問題なのか知らなかったというのは信じられない。本当ならそれこそ不勉強ということになる」と批判した。また足立は福田達夫・自民総務会長の「（統一教会との関係について）何が問題かよくわからない」という発言に「全く同感」と賛意を示し、「この雰囲気の中で本当のことをテレビで言うって、なかなか出来ることじゃない。心から敬意を表します！」と投稿した。さらに日本共産党に対して「宗教弾圧してる暇があるなら」という投稿も行っている。

### Youtuberとの訴訟
2024年4月23日、東京地裁はYoutuberの女性が足立のYoutubeでの動画投稿で名誉を傷つけられたとして損害賠償などを求めた訴訟で、足立に慰謝料など33万円の支払いを命じる判決を言い渡した。判決によれば足立は2021年6月の衆院内閣委員会で、女性がYoutubeで配信した内容について「ひどいデマ」などと発言。この質疑に女性の写真を加えた動画を自身のYoutubeチャンネルで配信した。憲法51条では国会議員の国会内の発言は免責特権が定められているが、判決では足立が動画で女性を特定できる写真などを加えていたことから「質疑にない内容を含む」と結論付けた
。
なお、足立側は東京高裁に控訴をしており、控訴の判決は2025年8月を予定。2024年6月17日付の控訴理由書が2025年6月2日に足立により公開された。
2025年8月4日、東京高裁（三木裁判長）は、足立氏に33万円の賠償を命じた1審東京地裁判決を取り消し、女性の請求を棄却した。足立氏の逆転勝訴となった。三木裁判長は、動画の前後の内容から、「デマ」という表現は女性の主張が真実ではないことを強調するために用いられていると指摘。「批判の域を逸脱して女性の人格を攻撃するものとは言えない」として、発言は違法ではないと結論付けた。

## 選挙歴
| 当落 | 選挙                     | 執行日         | 年齢 | 選挙区       | 政党         | 得票数     | 得票率 | 定数 | 得票順位 /候補者数 | 政党内比例順位 /政党当選者数 |
| ---- | ------------------------ | -------------- | ---- | ------------ | ------------ | ---------- | ------ | ---- | ------------------ | ---------------------------- |
| 当   | 第46回衆議院議員総選挙   | 2012年12月16日 | 47   | 大阪府第9区  | 日本維新の会 | 10万4015票 | 39.83% | 1    | 1/4                | /                            |
| 比当 | 第47回衆議院議員総選挙   | 2014年12月14日 | 49   | 大阪府第9区  | 維新の党     | 9万1400票  | 39.48% | 1    | 2/4                | 2/8                          |
| 比当 | 第48回衆議院議員総選挙   | 2017年10月22日 | 52   | 大阪府第9区  | 日本維新の会 | 9万1438票  | 39.84% | 1    | 2/3                | 4/5                          |
| 当   | 第49回衆議院議員総選挙   | 2021年10月31日 | 56   | 大阪府第9区  | 日本維新の会 | 13万3146票 | 50.35% | 1    | 1/4                | /                            |
| 当   | 第27回参議院議員通常選挙 | 2025年07月20日 | 59   | 参議院比例区 | 国民民主党   | 12万3052票 |        | 50   | 5/19               | 5/7                          |

## 著書
単著
- 『永田町アホばか列伝』悟空出版、2017年。ISBN 978-4908117404。
- 『足立無双の逆襲　永田町アホばか列伝Ⅱ』 悟空出版、2018年。ISBN 9784908117480。
- 『国会という茶番劇　―維新が拓く日本の新しい政治―』 ワニブックス、2019年。ISBN 9784847066290。
- 『お待たせ！永田町アホばか列伝』ワック、2025年。ISBN 978-4898319178。

共著
- 『報道特注(本)』扶桑社、2017年。ISBN 978-4594078461。（生田與克、和田政宗との共著）
- 『宣戦布告 ―朝日新聞との闘い 「モリカケ」裏事情から、在日・風俗・闇利権まで、日本のタブーに斬り込む!―』徳間書店、2018年。ISBN 978-4198645717。（小川榮太郎との共著）